# Municipio San Miguel
Das Municipio San Miguel ist ein Verwaltungsbezirk im Departamento Santa Cruz im südamerikanischen Anden-Staat Bolivien.

## Lage im Nahraum
Das Municipio San Miguel ist eines von drei Municipios der Provinz José Miguel de Velasco und grenzt im Westen an die Provinz Ñuflo de Chávez, im Süden an die Provinz Chiquitos, im Südosten an das Municipio San Rafael und im Nordosten und Osten an das Municipio San Ignacio de Velasco.
Das Municipio erstreckt sich zwischen etwa 16° 12' und 17° 19' südlicher Breite und 60° 44' und 61° 50' westlicher Länge, seine Ausdehnung von Westen nach Osten und von Norden nach Süden beträgt bis zu 120 Kilometer.
Das Municipio umfasst sechzig Gemeinden (localidades), der zentrale Ort des Municipios ist die Kleinstadt San Miguel mit 3464 Einwohnern im zentralen östlichen Teil des Municipios.(Volkszählung 2012)

## Geographie
Das Municipio San Miguel liegt im bolivianischen Tiefland in der Region Chiquitanía, einer teilweise noch unberührten Landschaft zwischen Santa Cruz und der brasilianischen Grenze.
Das Klima der Region ist ein semi-humides Klima der warmen Tropen. Die monatlichen Durchschnittstemperaturen schwanken im Jahresverlauf nur geringfügig zwischen 20,8 °C im Juni und 26,8 °C im Oktober, wobei sie zwischen September und März fast konstant um 26 °C liegen. Das Temperatur-Jahresmittel beträgt 24,5 °C (siehe Klimadiagramm San Ignacio).
Die jährliche Niederschlagsmenge liegt im langjährigen Mittel bei 1257 mm. Drei Viertel des Niederschlags fallen in der Regenzeit von November bis März, während in der Trockenzeit in den ariden Monaten Juni, Juli und August kaum je 30 mm pro Monat fallen.

## Bevölkerung
Die Einwohnerzahl des Municipios ist zwischen 1992 und 2024 um mehr als drei Viertel angestiegen:
| Jahr | Einwohner | Quelle       |
| ---- | --------- | ------------ |
| 1992 | 8.429     | Volkszählung |
| 2001 | 10.273    | Volkszählung |
| 2012 | 11.327    | Volkszählung |
| 2024 | 15.177    | Volkszählung |

Die Bevölkerungsdichte des Municipios bei der letzten Volkszählung von 2024 betrug 1,7 Einwohner/km², der Anteil der städtischen Bevölkerung war 30,6 Prozent. Der Alphabetisierungsgrad bei den über 15-Jährigen war von 77,8 Prozent (1992) auf 85,5 Prozent im Jahr 2001 angestiegen. Die Lebenserwartung der Neugeborenen betrug 68,0 Jahre, die Säuglingssterblichkeit war von 5,6 Prozent (1992) auf 4,6 Prozent im Jahr 2001 zurückgegangen.
99,7 Prozent der Bevölkerung sprechen Spanisch, 0,7 Prozent sprechen Quechua, je 0,1 Prozent Aymara und Guaraní und 4,2 Prozent andere indigene Sprachen. (2001)
69,6 Prozent der Bevölkerung haben keinen Zugang zu Elektrizität, 17,4 Prozent leben ohne sanitäre Einrichtung (2001).
59,5 Prozent der 1.873 Haushalte besitzen ein Radio, 22,3 Prozent einen Fernseher, 53,6 Prozent ein Fahrrad, 5,2 Prozent ein Motorrad, 4,8 Prozent ein Auto, 8,3 Prozent einen Kühlschrank, und 2,7 Prozent ein Telefon. (2001)

## Politik
Ergebnis der Regionalwahlen (concejales del municipio) vom 4. April 2010:
| Wahl- berechtigte |  | Wahl- beteiligung | gültige Stimmen |  | LIDER  | TODOS  | OICH  | MAS-IPSP |
| ----------------- |  | ----------------- | --------------- |  | ------ | ------ | ----- | -------- |
| 4.517             |  | 4.163             | 3.663           |  | 1.806  | 1.407  | 317   | 133      |
|                   |  | 92,2 %            | 88,0 %          |  | 49,3 % | 38,4 % | 8,7 % | 3,6 %    |

Ergebnis der Regionalwahlen (elecciones de autoridades políticas) vom 7. März 2021:
| Wahl- berechtigte |  | Wahl- beteiligung | gültige Stimmen |  | CREEMOS | MAS-IPSP | SOL    | UNIDOS | ASIP   | MNR    |
| ----------------- |  | ----------------- | --------------- |  | ------- | -------- | ------ | ------ | ------ | ------ |
| 7.251             |  | 6.566             | 6.088           |  | 2.780   | 2.743    | 249    | 203    | 58     | 55     |
|                   |  | 90,55 %           | 92,72 %         |  | 45,66 % | 45,06 %  | 4,09 % | 3,33 % | 0,95 % | 0,90 % |

## Gliederung
Das Municipio San Miguel untergliedert sich nicht weiter in Kantone, es umfasst insgesamt 37 Subkantone (vicecantones).

## Ortschaften
- Kanton San Miguel de Velasco
  - San Miguel 3464 Einw. – San Miguel de Velasco 880 Einw. – Altamira 507 Einw. – San Juan de Lomerío 398 Einw.